# Amandine Bouillot
Pour les articles homonymes, voir Bouillot.
Amandine Bouillot, née le 14 mars 1984, est une archère française.
Membre de l'équipe de France féminine de tir à l'arc, elle est médaillée de bronze en arc à poulie individuel aux Championnats du monde de tir à l'arc 2007. Elle est par ailleurs médaillée d'or à l'Universiade d'été de 2005 à Izmir.
Devenue entraîneur à la FFTA, elle fait actuellement partie de l'encadrement technique de l'équipe de France de para-tir à l'arc.